# Bernd Rolle
Bernd Rolle (* 1949 in Schkeuditz) ist ein Jenaer Verleger.

## Werdegang
Bernd Rolle studierte nach dem Abitur und der Ausbildung zum Facharbeiter für Landwirtschaft und Geflügelzucht ab 1967 Biologie an der Universität Jena und schloss 1972 dass Studium als Diplom-Biologe ab. Von 1972 bis 1981 war er als Lektor beim Verlag der Urania – Gesellschaft zur Verbreitung wissenschaftlicher Kenntnisse (damals Leipzig) tätig.
1981 wechselte er in gleicher Position zum Gustav Fischer Verlag Jena, damals Teil der Vereinigten Verlage für Medizin und Biologie (Berlin, Jena, Leipzig).
Nach der Privatisierung des Verlages war Bernd Rolle von 1991 bis 1995 Mitglied der Geschäftsführung im Gustav Fischer Verlag, von 1996 bis 2002 im Verlag Urban & Fischer. Nach dem Verkauf des Verlagshauses an Elsevier trug er bis 2014 als Verlagsbereichsleiter Zeitschriften Verantwortung für die etwa 60 deutschsprachigen Zeitschriften des Verlages.
Im Jahr 2005 gründete Bernd Rolle den Verlag Vopelius in Jena.

## Würdigung
Bernd Rolle war in seinem Verantwortungsbereich maßgeblich daran beteiligt, dass im Rahmen der deutschen Wiedervereinigung das Sterben wissenschaftlicher Zeitungen verhindert werden konnte. Vor diesem Hintergrund wurde ihm 2011 das Ehrenzeichen der deutschen Ärzteschaft verliehen.

„Bernd Rolle wird das Ehrenzeichen der deutschen Ärzteschaft verliehen...Seiner persönlichen Intiative ist es zu verdanken, dass mit der Zeitschrift für ärztliche Fortbildung eine der ältesten deutschsprachigen ärztlichen Fortbildungszeitschriften (gegründet 1904) heute noch existiert...“